# La casa de Timoteo
La casa de Timoteo fue un programa infantil peruano que fue emitido por América Televisión tras la salida de María Pía Copello e incluyó nuevos personajes. El programa se emitió en dos etapas, la primera entre 2007 y 2009 y la última entre los años 2010 al 2012.

## Producción

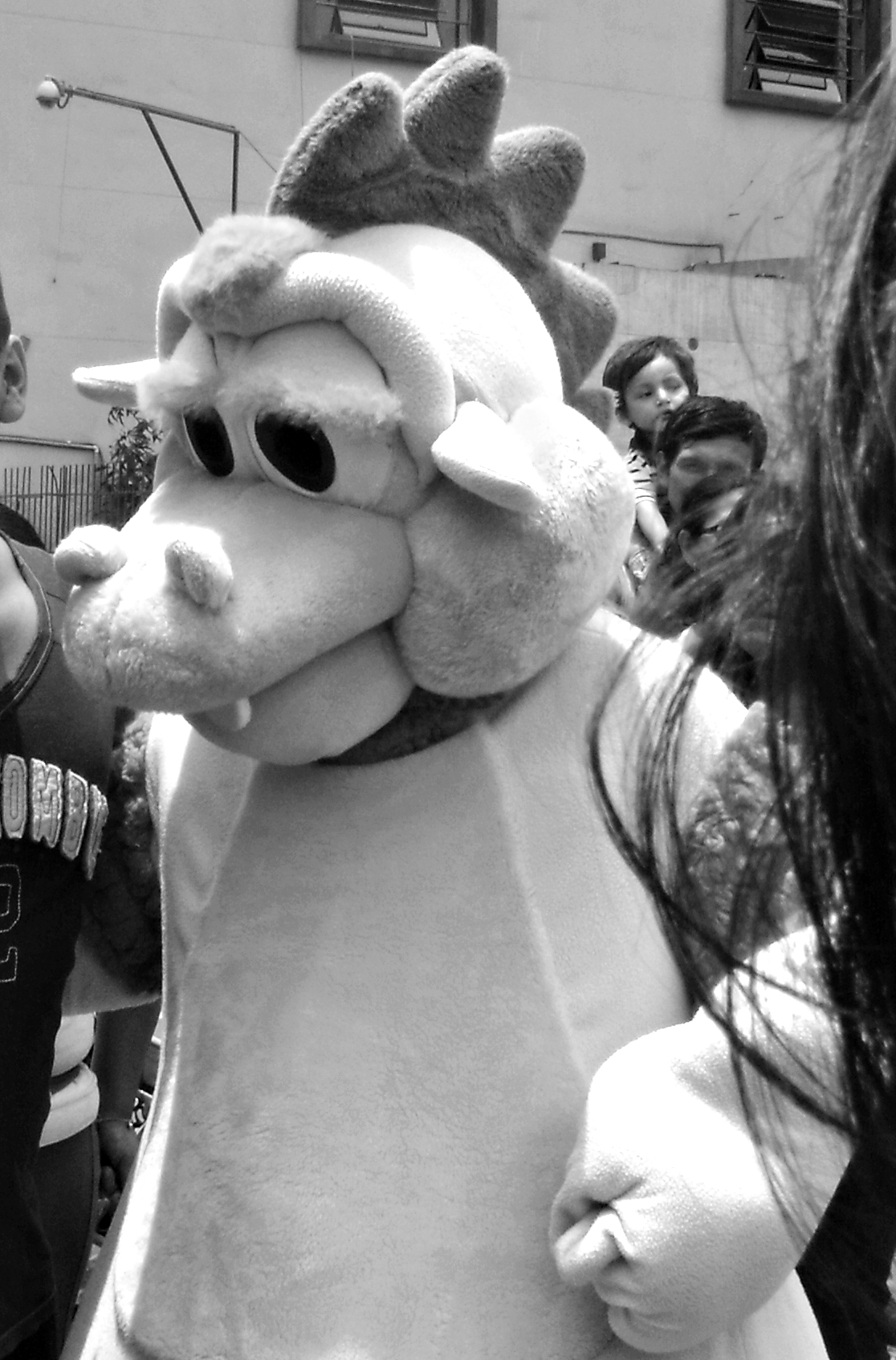
El dragón Timoteo.

Tras la salida de la animadora María Pía, en este nuevo programa protagonizado por el dragón Timoteo, personaje de Ricardo Bonilla, está acompañado por el profesor Otto, interpretado por el mago Jorge Bustamante. Además se reemplazó la producción por Fabiola Arce. En su primera etapa, en abril de 2007, se emitieron episodios de lunes a viernes para Dragon Ball, Looney Tunes, Los Picapiedra y Mandibulín y de sábado y domingo con Dora, la exploradora, Go Diego Go!, Barney y sus amigos, Bob, el constructor, Rubbadubbers y Backyardigans.
Durante la emisión del programa se realizó una temporada de circo protagonizados por Timoteo y el profesor Otto.
Una nueva renovación ocurrió en 2010. El 31 de julio se introdujo a personajes recurrentes que visitan dentro de su residencia como Suemi, el abuelo Don Pocho, Dannya, entre otros. También se incluyó secuencias de animación 3D, a cargo de Eduardo Schuldt. Se transmitió cada sábado durante dos años y fue el último programa independiente protagonizado por Timoteo tras quince años en presencia de América Televisión.
El elenco tuvo una breve participación junto a América Kids para la campaña Ponte buena onda de Unicef. Tras su finalización tanto La casa de Timoteo como América Kids se fusionaron a ¡Qué familias! con la conducción de Mónica Rossi, Percy McKay, Ximena Hoyos y el dragón Timoteo. No obstante, Timoteo y el profesor Otto volverían a la televisión para el segmento Americlub en 2013.

## Premios y reconocimientos
| Año  | Premio                       | Categoría                       | Resultado | Ref.   |
| ---- | ---------------------------- | ------------------------------- | --------- | ------ |
| 2007 | Premios Luces de El Comercio | Mejor programa infantil         | Ganador   | [ 13 ] |
| 2011 | Premios Luces de El Comercio | Mejor programa infantil-juvenil | Nominado  | [ 14 ] |